# Austrophorocera sulcata
Austrophorocera sulcata là một loài ruồi trong họ Tachinidae.